# Học khu
Học khu hay khu học chính (tiếng Anh: school district) là một hình thức của khu dành cho mục đích đặc biệt (special-purpose district) phục vụ điều hành các trường trung học và tiểu học công cộng địa phương.

## Đế quốc Anh
Sau khi thông qua Đạo luật Cải cách năm 1867, Bộ trưởng Tài chính Anh là Robert Lowe đã nhắc nhở rằng chính phủ từ đây sẽ "phải giáo dục những chủ nhân của chúng ta." Kết quả từ quan điểm này, chính phủ đã thông qua Đạo luật Giáo dục năm 1870. Đạo luật được William Forster thảo ra và nó diễn đạt như sau:

(a) đất nước sẽ được chia thành khoảng 2.500 học khu;

(b) Ban Đặc trách Học khu sẽ được người đóng thuế tại mỗi học khu bầu lên;

(c) Ban Đặc trách Học khu sẽ trông coi việc cung ứng giáo dục tiểu học trong học khu của mình và nếu như không có đủ chỗ học, họ có thể xây và bảo trì trường học cho đúng tiêu chuẩn;

(d) Ban Đặc trách Học khu có thể tự lập ra nội qui của họ để cho phép họ thu tiền học phí hoặc nếu họ muốn, cho trẻ em học miễn phí.

Đạo luật Giáo dục năm 1870 cho phép phụ nữ tham gia bầu Ban Đặc trách Học khu. Phụ nữ cũng được cho phép ứng cử để phục vụ trong Ban Đặc trách Học khu. Một số người hoạt động vì sự bình đẳng nam nữ nhận thấy đây là cơ hội để chứng tỏ phụ nữ có khả năng quản lý công cộng. Năm 1870, bốn phụ nữ là Flora Stevenson, Lydia Becker, Emily Davies và Elizabeth Garrett được bầu vào Ban Đặc trách Học khu.

Lưu trữ ngày 14 tháng 6 năm 2012 tại Wayback Machine

## Hoa Kỳ
Giáo dục công tại nhiều cộng đồng tại Hoa Kỳ đã và đang được thực hiện theo chức năng của một học khu phục vụ một hoặc nhiều thành phố, thị trấn. Một học khu là một hình thể chính trị và đoàn thể hợp nhất. Thường thường khu vực của các học khu ngang bằng với khu vực của một thành phố hay một quận và có quyền lực tương tự bao gồm thuế và trưng dụng. Bộ phận hành chính của học khu (được bầu lên theo hình thức phổ thông bầu phiếu hay được các giới chức chính phủ khác bổ nhiệm) được gọi là một Ban Đặc trách Học khu (school board, board of trustees, hay school committee) và bộ phận hành chính này sẽ bổ nhiệm một Giám thị (superintendent). Vị trí giám thị thường là một hành chính viên của trường công lập có kinh nghiệm để hành xử như một hành chính trưởng của học khu, thực hiện các quyết định và áp dụng các chính sách hàng ngày của học khu. Ban Đặc trách Học khu cũng có thể thi hành chức năng xét xử trong các vấn đề kỷ luật học sinh và nhân viên. 
Không phải tất cả các hệ thống trường học đều hình thành các học khu như những bộ phận đoàn thể riêng biệt độc lập. Một số tiểu bang không có các hệ thống trường học độc lập riêng biệt tách khỏi quận hay chính quyền thành phố. Một thí dụ nổi bật là tiểu bang Maryland nơi mà các hệ thống trường học do các quận (hay cấp bậc quận như trường hợp của thành phố Baltimore) điều hành. Các tiểu bang khác như tiểu bang New York có cả các học khu độc lập và hệ thống trường học lệ thuộc vào các thành phố. Đặc biệt nhất là Bộ giáo dục tiểu bang Hawaii hoạt động như một học khu duy nhất cho toàn tiểu bang.
Theo thống kê năm 2002 của các chính quyền các cấp, Cục Điều tra Dân số Hoa Kỳ liệt kê các con số sau đây về các hệ thống trường học tại Hoa Kỳ:
- 13.506 học khu độc lập
- 178 hệ thống trường phụ thuộc tiểu bang
- 1.330 hệ thống trường phụ thuộc địa phương
- 1.196 cơ quan phục vụ giáo dục (các cơ quan cung cấp các dịch vụ hỗ trợ cho hệ thống trường học công)

Chức năng của một học khu có thể là một mối quan tâm và ảnh hưởng chính trong nền chính trị địa phương. Một học khu điều hành tốt có các trường sạch sẽ và an toàn, có đủ học sinh tốt nghiệp vào các trường đại học danh tiếng có thể làm nâng giá trị nhà cửa trong khu vực đó, và như thế gia tăng ngân quỹ từ thu thuế sẵn có để thực hiện các hoạt động của học khu. Ngược lại, một học khu điều hành tồi tệ có thể làm cho khu vực đó chậm phát triển hơn các khu vực xung quanh, hoặc thậm chí khiến dân số bị giảm xuống.